# Tabacos
Tabacos (en gallego y oficialmente, Os Tabaques) es una aldea española, actualmente despoblada, que forma parte de la parroquia de Brabío, del municipio de Betanzos, en la provincia de La Coruña.

## Demografía
| Gráfica de evolución demográfica de Tabacos entre 2000 y 2018 |
|                                                               |
| Datos según el nomenclátor publicado por el INE.              |